# 龍潜寺
龍潜寺（りゅうせんじ）は、福岡県北九州市八幡東区祇園原町にある日蓮宗の寺院。通称にったいさん。山号は祇園山。旧本山は小湊誕生寺、諦師法縁。当山は諦師法縁の縁頭寺。お雇い外国人カール・キヨラー（1863 – 1904）の墓所がある。

## 歴史
慶長11年（1606年）現在の千葉県鴨川市に龍潜院殿傑山芳英大居士（里見義康）の供養のため創建。慶応2年（1866年）火災の類焼で伽藍を焼失。明治11年（1878年）智玄院日諦の代に現在地に移転し再興された。現在の本堂は昭和6年（1931年）再建されたもの。

## 境内
- 本堂
- 開山堂　明治12年（1888年）本堂として建立。
- 山門　明治20年（1887年）建立
- 鐘楼　梵鐘は太平洋戦争の金属供出で失われ昭和29年（1954年）再鋳されたもの。
- 花尾城戦死者供養碑

## 旧末寺
日蓮宗は昭和16年に本末を解体したため、現在では、旧本山、旧末寺と呼びならわしている。
- 放光山瑞相寺（山口市江崎）

## 参考資料
- 日蓮宗寺院大鑑編集委員会『宗祖第七百遠忌記念出版 日蓮宗寺院大鑑』大本山池上本門寺 (1981年)

## 公式サイト
- 公式ウェブサイト（日本語）